# Banu Alkan
Banu Alkan (Dubrovnik, 1 april 1961)  is een Turks-Kroatische actrice. Ze werd als Liz Remka Rebronja geboren in het voormalige Joegoslavië. Op achtjarige leeftijd verhuisde ze naar Edremit in Turkije. Ze werd door Turkse media omschreven als een icoon van de tachtiger jaren. Haar debuut maakte ze in 1976 in de film Taksi Şoföru (Taxichauffeur). Deze film werd geregisseerd door Şerif Gören.